# INC
INC S.A. (wcześniej: INVESTcon GROUP) – spółka giełdowa notowana na Giełdzie Papierów Wartościowych w Warszawie, jednostka dominująca w polskiej grupie kapitałowej INC. Funkcjonuje w obszarze inwestycji oraz doradztwa na rynku kapitałowym. Autoryzowany Doradca na rynku NewConnect oraz rynku obligacji Catalyst. W 2015 roku spółka uzyskała status Autoryzowanego Doradcy na rynku AeRO ATS w Rumunii.
Doradzała m.in. przy ofertach publicznych spółek takich jak: Pozbud, Fabryka Formy, Socializer, Telestrada, Verbicom oraz Bittnet Systems w Rumunii.
W 2006 roku uzyskała status spółki publicznej, notowanej na rynku podstawowym Giełdy Papierów Wartościowych w Warszawie pod nazwą Inwest Consulting. W roku 2014 zarejestrowana została zmiana nazwy pod która Spółka funkcjonuje. Nowa nazwa to INC Spółka Akcyjna.

## Historia[5]
- 1995 - utworzenie 24 lutego spółki pod nazwą "Dom Maklerski Polinwest Spółka Akcyjna" z siedzibą w Poznaniu
- 1996 - przygotowanie pierwszej w Polsce emisji obligacji gminnych (Gmina Mieścisko)
- 1998 - doradztwo przy organizacji struktury holdingowej oraz systemu finansowania holdingu Lewiatan S.A.
- 2000 - przygotowanie pierwszej w Polsce emisji obligacji powiatowych (Powiat Środa Śląska)
- 2001 - przygotowanie pierwszej w Polsce emisji obligacji wojewódzkich (Województwo Wielkopolskie)
- 2002 - zorganizowanie pierwszej w Polsce publicznej emisji obligacji komunalnych w formie oferty publicznej (Miasto Rybnik)
- 2003 - uczestnictwo w przygotowaniu największego z dotychczasowych programów emisji obligacji komunalnych (Miasto Poznań - 500 mln zł)
- 2004 - zorganizowanie pierwszej w Polsce emisji obligacji komunalnych na inwestycje realizowane w ramach ZPORR - fundusze strukturalne (Nidzica)
- 2005 - doradztwo przy publicznej ofercie oraz wprowadzeniu na GPW akcji spółki PC Guard S.A.
- 2006 - debiut na GPW w Warszawie pod nazwą Inwest Consulting S.A.
- 2007 - druga emisja publiczna akcji Inwest Consulting S.A.
- 2007 - utworzenie spółki Inwest Connect S.A. i jej debiut na rynku NewConnect
- 2008 - połączenie w ramach Grupy Kapitałowej spółek Inwest Consulting S.A. i Inwest Connect S.A. - spółki zależnej
- 2009 - wpisanie na listę autoryzowanych doradców rynku Catalyst
- 2011 - utworzenie i objęcie mecenatem projektu muzycznego "Powstanie Wielkopolskie - Potrafimy Zwyciężać"
- 2013 - dołączenie do Polsko-Amerykańskiej izby handlowej
- 2014 - rejestracja zmiany nazwy spółki - nowa nazwa to INC Spółka Akcyjna
- 2015 - zakup domu maklerskiego od PricewaterhouseCoopers
- 2015 - otrzymanie licencji autoryzowanego doradcy na nowo powstałym rynku AeRO, alternatywnym systemie transakcji Giełdy Papierów Wartościowych w Bukareszcie
- 2016 - zakwalifikowanie spółki przez Giełdę Papierów Wartościowych w Warszawie do grupy najwyżej ocenianych Autoryzowanych Doradców w alternatywnym systemie obrotu

## Działalność
Spółka działa między innymi w obszarze doradztwa i inwestycji na rynku kapitałowym. Obsługuje małe i średnie przedsiębiorstwa notowane zarówno na rynku NewConnect jak i rynku AeRO w Rumunii. INC wprowadziła na warszawską giełdę ponad 70 spółek oraz doradzała przy ponad 300 emisjach obligacji. Według danych na 31.12.2016 r. spółka obsługiwała łącznie 17 podmiotów na rynku NewConnect i 2 na rynku AeRO. INC jest także udziałowcem w dwóch inkubatorach naukowo-technologicznych, a także fundatorem Fundacji Rozwoju Rynku Kapitałowego.

## Grupa Kapitałowa INC[7]
W skład grupy kapitałowej INC wchodzą następujące spółki:
- INC S.A. - spółka notowana na Giełdzie Papierów Wartościowych w Warszawie. Autoryzowany Doradca na rynku NewConnect, Catalyst oraz AeRO.
- Dom Maklerski INC S.A. - dom maklerski prowadzący działalność w zakresie pierwotnych oraz wtórnych emisji publicznych i prywatnych papierów wartościowych na rynku regulowanym GPW, rynku NewConnect oraz rynku Catalyst, a także instrumentach pozarynkowych.
- Carpathia Capital S.A. - fundusz inwestycyjny typu venture capital/private equity notowany na rynku AeRO Giełdy Papierów Wartościowych w Bukareszcie. Spółka dokonuje inwestycji kapitałowych w rumuńskie oraz polskie spółki niepubliczne, charakteryzujące się dużym potencjałem wzrostu, bez preferencji branżowych.
- INC Rating Sp. z o.o. - agencja ratingowa działająca na obszarze Polskich oraz Unii Europejskiej. Podlega nadzorowi przez Europejski Urząd Nadzoru Giełd i Papierów Wartościowych (ESMA). INC Rating swoje usługi dedykuje podmiotom sektora publicznego, przede wszystkim jednostkom samorządu terytorialnego, samodzielnym zakładom opieki zdrowotnej oraz spółkom komunalnym.
- INC East&West Sp. z o.o. - spółka non profit, której misją jest promocja tematyki historycznej i postaw obywatelskich, wzmacnianie więzi z Polonią i Polakami za Granicą oraz budowa relacji partnerskich ze społeczeństwami Europy Środkowej i Wschodniej.
- Fundacja Rozwoju Rynku Kapitałowego - fundacja prowadzi działania związane z propagowaniem wiedzy o spółkach giełdowych wśród inwestorów indywidualnych oraz wspiera poziom wiedzy dotyczącej mechanizmów działania rynku kapitałowego.

## Nagrody i wyróżnienia
- 2008 - Gepard Biznesu przyznany w III edycji konkursu Gepardy Biznesu 2008[8].
- 2008 - Nagroda GPW za największą liczbę spółek wprowadzonych na rynek NewConnect w 2008 roku[9].
- 2009 - Nagroda GPW za wkład w powstanie rynku Catalyst.
- 2009 - Nagroda GPW za największą liczbę spółek wprowadzonych na rynek NewConnect w 2009 roku oraz za zaangażowanie w rozwój rynku Catalyst[10].
- 2010 - Wyróżnienie otrzymane za aktywne uczestnictwo w programie Pulsu Biznesu - "Akcja Inwestor"[11].
- 2010 - Tytuł "Najlepszego Autoryzowanego Doradcy 2010" według magazyny ekonomicznego Home&Market za przeprowadzenie największej liczby debiutów na rynku NewConnect w 2010 roku[12].
- 2011 - Trzecie miejsce w rankingu "100 Spółek Najszybciej Budujących Wartość" stworzonego przez tygodnik Newsweek i firmę konsultingową A.T. Kearney[13].
- 2011 - Pierwsze miejsce w rankingu Autoryzowanych Doradców według miesięcznika Forbes[14].
- 2011 - Gepard Biznesu przyznany w VI edycji konkursu Gepardy Biznesu 2011[15].
- 2012 - Drugie miejsce w rankingu Autoryzowanych Doradców według magazynu ekonomicznego Home&Market[16].
- 2013 - Trzecie miejsce w rankingu Autoryzowanych Doradców według miesięcznika Forbes[17].
- 2014 - Nagroda "Lider rynku 2014" otrzymana za największą liczbę spółek wprowadzonych na rynek NewConnect w 2014 roku[18].

## Akcjonariat
Największym akcjonariuszem jest prezes Zarządu Paweł Śliwiński, obejmujący 1 737 999 akcji Spółki, co stanowi 20,83% jej kapitału zakładowego (według zawiadomienia z dnia 16 maja 2017 roku) i daje 32,90% udziału w głosach na WZA. Pozostała część znajduje się w posiadaniu polskich i zagranicznych akcjonariuszy, tworząc tzw. „free float”.
| lp. | akcjonariusz            | l. akcji (szt.) | % akcji (%) | l. głosów (szt.) | % głosów (%) |
| --- | ----------------------- | --------------- | ----------- | ---------------- | ------------ |
| 1   | Paweł Śliwiński         | 1 737 999       | 20,83       | 3 237 999        | 32,90        |
| 2   | Sebastian Bogusławski   | 1 960 043       | 23,49       | 1 960 043        | 19,91        |
| 3   | Jacek Mrowicki          | 682 700         | 8,18        | 682 700          | 6,94         |
| 4   | Roman Karkosik          | 500 000         | 5,99        | 500 000          | 5,08         |
| 5   | Pozostali akcjonariusze | 3 462 357       | 41,50       | 3 462 357        | 35,18        |
| 6   | Ogółem                  | 8 343 099       | 100         | 9 843 099        | 100          |